# Malanville
Malanville je grad na sjeveru Benina, u departmanu Alibori. Leži na rijeci Niger, neposredno uz granicu s državom Niger. Važno je sajmište i prometno čvorište (mostom je grad povezan s Gayom u Nigeru). U usponu je i turizam.
Važna poljoprivredna kultura je riža. Uzgajaju se još i luk, kikiriki te rajčice.
Prema popisu iz 2002. godine, Malanville je imao 36.056 stanovnika.